# Coal megye
Coal megye az Amerikai Egyesült Államokban, azon belül Oklahoma államban található. Megyeszékhelye és legnagyobb városa Coalgate. Lakosainak száma 5266 fő (2020. április 1.). Coal megye Hughes, Pittsburg, Atoka, Pontotoc és Johnston megyékkel határos.

## Népesség
A megye népességének változása:
| Lakosok száma | 5903 | 5952 | 5951 | 5867 | 5651 | 5266 |
|               | 2010 | 2011 | 2012 | 2013 | 2015 | 2020 |